# TV A Crítica
TV A Crítica (também conhecida como A Crítica e estilizada como acrítica) é uma emissora de televisão brasileira sediada em Manaus, capital do estado do Amazonas. Opera no canal 4 (17 UHF digital) e faz parte da Rede Calderaro de Comunicação, do qual também fazem parte o periódico homônimo A Crítica e o Manaus Hoje, as rádios FM O Dia Manaus e Jovem Pan FM Manaus, a Inova TV, entre outros veículos. Desde a sua independência, retransmite em caráter provisório conteúdos da RedeTV!.

## História

### TV Baré (1972–1986)

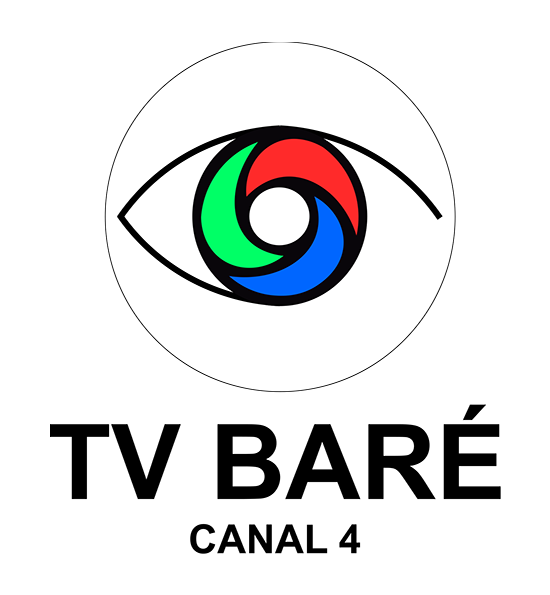
Logotipo da TV Baré, usado até 1986.

Em 1968, o Governo Federal lançou concorrência para segundo canal de televisão em Manaus. Na época, a TV Ajuricaba estava no ar desde 1967, através do canal 38 UHF. Porém, algumas residências já tinham aparelhos de televisão (cerca de 2 mil televisores para uma população de 300 mil habitantes em Manaus), que na época recebiam sinais vindos do canal 2 da RCTV (sinal de emissora vinda de Caracas, capital da Venezuela) de maneira muito precária, pois tinha chiado e péssima imagem.
O grupo Diários Associados ganhou a concorrência e obteve a concessão em 1968. Para colocar a emissora no ar, foi formado empresa com 30 sócios (entre eles, o empresário Umberto Calderaro Filho, dono do jornal A Crítica), com cada um das cotas, todos ligados aos Diários Associados, entre estes o jornalista Alfredo Sade (falecido em 1971).
Após os testes de sinais, sons e equipamentos, a TV Baré entra no ar em 2 de junho de 1972 transmitindo a cerimônia de abertura direto do Palácio Rio Negro, com um discurso do então governador do Amazonas João Andrade onde ao final ele diz: "Autorizo a partir deste momento, o inicio do funcionamento e das atividades da Rádio e Televisão Baré, canal 4 de Manaus", seguido das imagens do índio curumim com a frase "No Ar, a Pioneira em Imagem-Som, Alcance e Côr!" - sendo esse slogan utilizado como um anuncio das futuras transmissões em cores. Assim, a recém-fundada emissora passa a ser afiliada da Rede Tupi, até então era da TV Ajuricaba, de 1967 a 1972, quando ocorre a inauguração da nova emissora e ser apenas exibidora da REI.

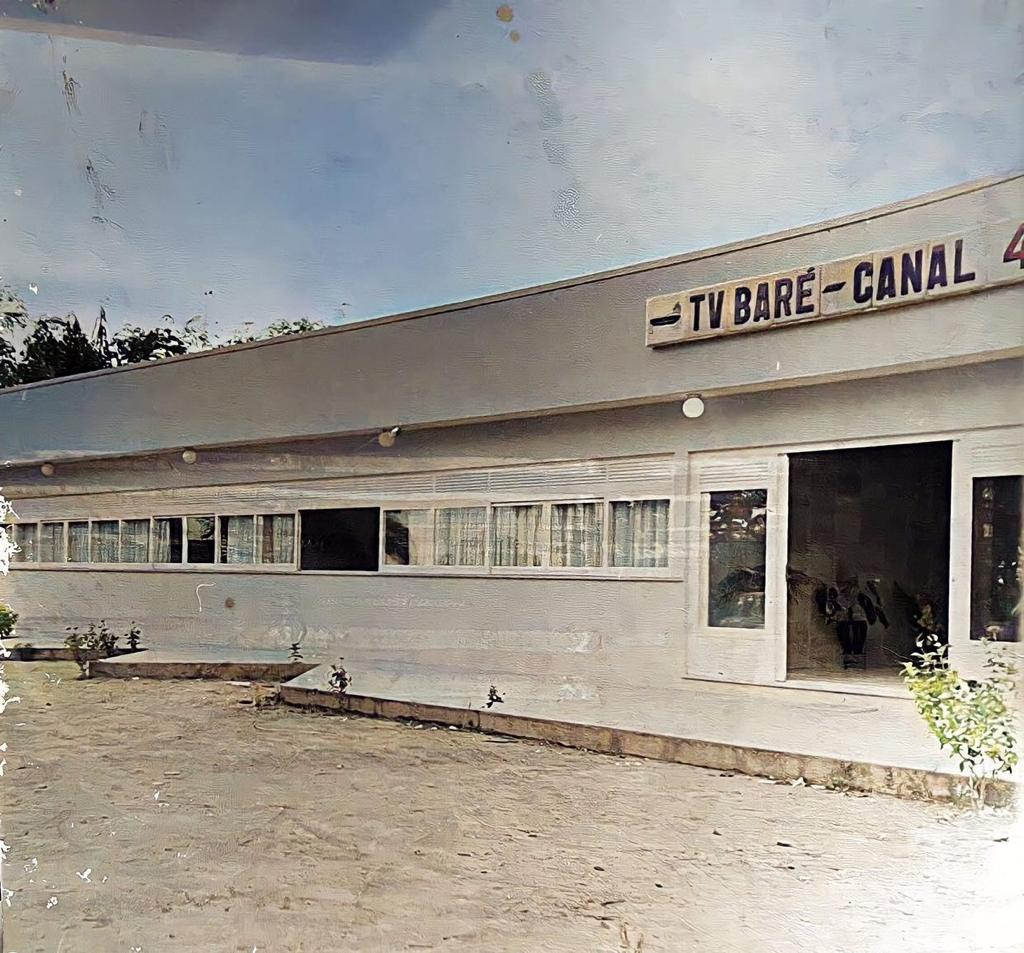
Sede da TV Baré, nos anos 80.

Inicialmente, a transmissão da programação da Tupi era feita por fitas e películas de filmes enviadas da cidade de São Paulo, gerando atraso bastante por semanas a exibição da programação (novelas, partidas de futebol e outros eventos) em relação de São Paulo. Diante disso, ampliou a programação local.
Entre 1974 e 1976, a TV Baré passou também a exibir atrações produzidas pela REI, depois que a TV Ajuricaba, sua antiga parceira, passou a retransmitir a programação da Rede Globo na íntegra. Durante esse período, permaneceu como líder de audiência no estado do Amazonas, vindo a perder gradativamente a audiência à medida que a Tupi agravava a sua crise financeira-administrativa.
Com a falência da Rede Tupi em 1980, a TV Baré passou a gerar sua programação de maneira independente, até tornar-se afiliada ao SBT, em 1981. A sociedade da emissora constituía-se de 30 acionistas, que posteriormente venderam suas cotas ao empresário e jornalista Umberto Calderaro Filho, dono do jornal A Crítica, quando uma crise financeira-administrativa atingia os Diários Associados. O jornalista assumiu o controle da emissora em 1986, e nesse ano, a TV Baré passa a se chamar TV A Crítica, assumindo o nome do jornal que era o carro-chefe da Rede Calderaro de Comunicação.

### TV A Crítica (1986–2024)
No dia 30 de setembro de 2006, véspera do dia da eleição federal e estadual brasileira, um Oficial de Justiça do Tribunal Regional Eleitoral do Amazonas (TRE-AM) foi enviado à sede da TV A Crítica em Manaus para lacrar os transmissores para suspender transmissões em Manaus e todo Amazonas por 24 horas por determinação da juíza Encarnação Graça Sampaio.  da Justiça Eleitoral. O motivo foi que a emissora tentou associar o candidato Eduardo Braga à escândalos administrativos durante debate entre candidatos à Governador do Estado (mediado pelo jornalista do SBT, Hermano Henning), na qual nem Braga e nem Amazonino Mendes não compareceram durante debate, o que levou pedido da coligação do governador Braga a entrar no TRE contra emissora, que ficou quase 24 horas fora do ar, o que quase prejudicou na cobertura das eleições O governador Eduardo Braga foi reeleito no dia 1.º de outubro.
Nos primeiros meses de 2007, a TV A Crítica demonstra interesse em querer sair do SBT, devido as mudanças repentinas da programação por ordem de Sílvio Santos a partir de 2001 e que sofria forte oposição por parte da direção da emissora.
No dia 5 de julho, representantes da TV A Crítica fecham parceria com os da Rede Record, que passa a transmitir o seu sinal em 1.º de setembro.
No final de outubro, surgiram especulação de que a TV A Crítica quer voltar a se afiliar ao SBT por conta da queda de audiência sofrida nos primeiros meses após a afiliação à Record, perdendo dessa forma a vice-liderança de audiência na capital para agora recém nomeada TV Em Tempo (antiga TV Manaus), para que a ex-afiliada voltasse com a Record,
Em 13 de agosto de 2009, a retransmissora de Manicoré, no interior do Amazonas, foi alvo de um atentado, não investigado pelas autoridades.
Em 10 de agosto de 2009, a emissora em Manaus inaugura o sinal digital, sendo a primeira afiliada da Record na Região Norte com esta tecnologia, transmitindo para mais de 2 milhões de telespectadores em Manaus e municípios adjacentes, através do canal 17 UHF.
Em 22 de março de 2011 a emissora veiculou com exclusividade (mais tarde toda imprensa amazonense), vídeo com imagens de policiais militares atirando à queima-roupa contra adolescente de 14 anos num bairro da periferia de Manaus, gravado por câmeras de segurança do hipermercado nas proximidades do local. As imagens chocaram pela frieza do ato e posteriormente ganharam repercussão nacional e internacional, através dos telejornais das maiores redes de televisão do país, chegando tal atitude a ser condenada pelo UNICEF (órgão da ONU com o qual o Governo do Estado do Amazonas possui convênios). Os sete policiais militares envolvidos no vídeo foram presos e o comandante da Polícia Militar do Amazonas, Coronel Dan Câmara, foi exonerado do cargo pelo governador Omar Aziz em 29 de março.
Em 2 de junho de 2012, a emissora completou 40 anos de existência, com uma programação especial e o início das transmissões em 3D, sendo a primeira da Região Norte a implementar tal tecnologia.
Em 4 de dezembro, a emissora estreia o primeiro reality-show da TV amazonense, Peladão A Bordo - O Reality, em que as candidatas a Rainha do Peladão são colocadas em um barco de luxo, no qual elas participam de provas de eliminação a cada semana.
Em 30 de janeiro de 2013, a emissora renova parceria entre os clubes de futebol amazonense e a Federação Amazonense de Futebol para a transmissão de mais um Campeonato Amazonense, na qual já havia transmissão pela emissora desde 2009. Havendo novidade na mudança dos dias de transmissão dos jogos, que passará a ser nas quintas-feiras à noite e aos sábados à tarde.
Em 15 de fevereiro, o Boi Bumbá Garantido assinou contrato de exclusividade com a Rede Calderaro de Comunicação (TV A Crítica, emissoras de rádio, portal e demais veículos de comunicação do grupo) para a transmissão de suas apresentações oficiais no Festival Folclórico de Parintins por um período de 5 anos. O contrato prevê cobertura jornalística na programação local da TV A Crítica, no site do Jornal A Crítica, transmissão na íntegra das apresentações do Garantido no Festival Folclórico de Parintins através da emissora e da Record Internacional, inserção dos itens do Garantido nos programas da Rede Record, gravação e divulgação do CD e DVD do Garantido, aporte financeiro, entre outros itens. O Boi Bumbá Caprichoso, por sua vez, também recebeu as propostas da Rede Calderaro de Comunicação, porém posteriormente decidiu por assinar contrato de exclusividade com a TV Amazonas. Entre os anos de 2008 e 2012 o Festival Folclórico de Parintins era transmitido para todo o Brasil através da Rede Bandeirantes.
No dia 15 de maio a emissora transmitiu, em conjunto com a Record Internacional, a partida entre Vasco e Fast Clube pela Copa Brasil de Beach Soccer, direto do Centro Cultural Povos da Amazônia.
Em 25 de junho a emissora lançou seu sinal digital em HDTV para a cidade de Parintins.
Em 22 de março de 2014, num sábado, às 20h42, quando transmitia a sessão de filmes Cine Maior, a emissora, por motivos desconhecidos, teve o seu sinal suspenso, ficando fora do ar por mais de 35 horas na Grande Manaus. A TV A Crítica voltou ao ar na manhã de segunda-feira, dia 24 de março, às 08h11, durante o Fala Brasil. Há relatos de que a emissora não teve queda de sinal, apenas os telespectadores que moram nas adjacências da mesma assistiram a programação de fim de semana da Rede Record. Porém, nas demais zonas da cidade, os telespectadores não conseguiram sintonizar a emissora.
Depois de ser eleito governador do estado do Amazonas, tendo a maior votação do estado, Wilson Lima se despede do comando do Alô Amazonas depois de 9 anos de casa e passa a apresentação para o jornalista Clayton Pascarelli, que passa a ser titular do programa em novembro de 2018 até maio de 2019, quando deixa a emissora para assinar com a RecordTV Manaus. Ainda em maio, Mário César Filho é efetivado como novo apresentador do Alô Amazonas.

#### Saída da Record, programação independente e exibição dos programas da RedeTV!

Logotipo usado entre 2019 e 2024

Após dois anos operando em negociações com a Record, na qual transmitiam a rede sem contrato, a TV A Crítica anunciou em 10 de maio de 2019 que optou por encerrar a afiliação com a rede. Segundo o presidente da emissora, Dissica Calderaro, a parceria com a Record não deixava a TV local à vontade para ampliar o foco no estado e por isso passariam a seguir com programação independente. Teria pesado para a Record o fato da emissora investir em contratos internacionais para fortalecer a grade local, além da recusa de seguir o padrão de programação da rede e o corte de atrações nacionais, como o Cidade Alerta, sendo classificada como "insubordinada" pelos diretores da rede.
Inicialmente, estava previsto que a TV A Crítica deixaria a Record em 17 de junho, quando a rede lançaria sua filial, RecordTV Manaus, para repor a afiliação. Porém, a emissora antecipou por conta própria o seu desligamento em duas semanas, e à meia-noite do dia 3 de junho, enquanto era exibido um episódio da série CSI: Investigação Criminal (que não foi concluído), a TV A Crítica interrompeu a programação e exibiu um institucional de 5 minutos, contando parte de sua trajetória de 47 anos (completados um dia antes) e os planos de virar uma emissora independente, encerrando abruptamente sua afiliação com a Record após 11 anos e 9 meses. Depois, no lugar da programação da Igreja Universal do Reino de Deus exibida na madrugada, a emissora prosseguiu com a exibição de chamadas da nova programação e clipes com as toadas do Festival Folclórico de Parintins, que seria realizado no mesmo mês.
Questionado sobre a antecipação ser uma retaliação pelo fato da rede estar divulgando a sua nova filial em rede nacional, e consequentemente, obrigando a TV A Crítica a passar os comunicados, o vice-presidente da emissora Dissica Calderaro desmentiu: "Esperamos virar o mês [de maio] por respeito, aos anunciantes, à história que vivemos. De 1.º de junho em diante não fazia mais sentido esperar por uma data estipulada unilateralmente por eles. Demos nosso grito de independência". Uma vez que não estava preparada para seguir com sua programação de maneira totalmente independente, a emissora estendeu a duração e remanejou alguns de seus programas locais, além de passar a retransmitir provisoriamente parte da programação da RedeTV! (cuja filiação também pertence à Rede Calderaro de Comunicação através de sua coirmã, a Inova TV), em horários antes ocupados pelos programas da RecordTV.
Em 21 de junho de 2019, a emissora contrata Sikêra Júnior, que estava até então na TV Arapuan, afiliada à RedeTV! na Paraíba. O apresentador afirmou que deixou a TV Arapuan por ter recebido uma proposta melhor da TV A Crítica, e disse ainda que anteriormente havia ocorrido pressão do MST para sua demissão. Sikêra estreou no dia 23 de julho na apresentação do programa Alerta Amazonas.
Em 6 de setembro de 2021, a TV A Crítica anuncia novidades para o mês de setembro, uma delas é a troca de nome do programa Alô Amazonas para Alô Cidade devido a expansão nacional, e a reformulação do cenário. Em 14 de setembro, a emissora estreia o programa Alô Cidade comandado por Mário César Filho. Em 21 de setembro, o infantil A Crítica Kids passa por uma reformulação, ganhando novos desenhos e a apresentação de Alexa Yngrid. Em 8 de novembro, é anunciado a estreia do telejornal A Crítica Notícia no horário nobre substituindo o A Crítica na TV após 17 anos no ar, ganhando novo cenário, mais apresentadores e uma duração maior. A estreia ocorreu em 18 de novembro, às 20h, com apresentação de Naiandra Amorim, Amaral Augusto (vindo da Rede Amazônica) e Dante Graça.
Em 31 de março de 2022, em alusão aos 50 anos da TV A Crítica, completados em 2 de junho do mesmo ano, a emissora estreia uma logo comemorativa, com tons dourados, simbolizando o Jubileu de Ouro. A escolha da data de lançamento se deve ao aniversário de nascimento do fundador do Jornal A Crítica e da Rede Calderaro de Comunicação, Umberto Calderaro Filho, completado na mesma semana.  Em 20 de abril, a emissora estreia, em formato de série, a novela Pablo Escobar: El Patron del Mal, sucesso da televisão colombiana produzida pela Caracol Televisión. Em 1º de setembro, a TV A Crítica exibiu um vídeo institucional em que homenageou a Rede Amazônica pelos seus 50 anos de existência. O vídeo destacou a trajetória histórica e a importância da Rede para a região da Amazônia.
Em 18 de abril de 2023, devido ao fim do Alerta Nacional e a consequente parceria com a RedeTV!, a TV A Crítica estreou uma nova programação para a faixa vespertina. No horário que era dedicado ao programa policial, a emissora estreou a série americana iCarly. No mesmo dia, o apresentador Sikêra Júnior retomou suas funções na condução do programa "Alerta", após um afastamento de dois meses devido a problemas de saúde. Em 9 de maio, o programa policial Alerta, apresentado por Sikêra Júnior, é renomeado para Novo Alerta, ganhando novo cenário e grafismo.
Em 20 de novembro, o site Notícias da TV divulgou que a TV A Crítica entrou com um processo contra a Record alegando falta de pagamento de reajustes contratuais durante o período em que A Crítica era filiada à emissora. A TV A Crítica afirma que a Record deve a ela 657 mil reais, referentes a um acordo firmado em 2019. A notícia cita que a quebra do contrato ocorreu devido a divergências de ideias na programação.
Em 16 de abril de 2024, a emissora interrompeu sua programação regular para mostrar apoio à participante Isabelle Nogueira durante a final do BBB 24, um reality show produzido e transmitido pela TV Globo. Esta decisão provocou diferentes reações entre os espectadores e nas redes sociais. A emissora voltou à sua programação normal após o término do programa. Em 13 de junho, foi divulgado que a TV A Crítica teria impedido a TV Globo de transmitir o Festival de Parintins de 2024. A TV Globo planejava transmitir o evento entre 28 e 30 de junho, com uma exibição dos melhores momentos em 7 de julho, mas não chegou a um acordo com a TV A Crítica, que detinha os direitos de transmissão. A TV A Crítica negou, afirmando que ofereceu os direitos gratuitamente para promover a cultura do Amazonas.

### A Crítica (2024–presente)
Em 3 de junho de 2024, em comemoração aos 52 anos da emissora e a franca expansão pelo país, a TV A Crítica lançou uma nova identidade visual e um reposicionamento de marca, deixando de usar a marca TV, passando a se chamar apenas A Crítica.

## Sinal digital
| Canal virtual | Canal digital | Resolução de tela | Programação                        |
| ------------- | ------------- | ----------------- | ---------------------------------- |
| 4.1           | 17 UHF        | 1080i             | Programação principal da A Crítica |

Em 10 de agosto de 2009, a emissora em Manaus inaugura o sinal digital, sendo na época a primeira afiliada da Record na Região Norte com esta tecnologia, transmitindo para mais de 2 milhões de telespectadores em Manaus e municípios adjacentes, através do canal 17 UHF.

#### Transição para o sinal digital
Com base no decreto federal de transição das emissoras de TV brasileiras do sinal analógico para o digital, a A Crítica, bem como as outras emissoras de Manaus, cessou suas transmissões pelo canal 4 VHF em 30 de maio de 2018, seguindo o cronograma oficial da ANATEL.

## Emissoras
Após se tornar uma emissora independente, a A Crítica expandiu seu sinal em âmbito regional e nacional a partir de 2020. Sua primeira afiliada foi a TV Araguaína em 9 de julho, seguida da A Crítica Belém em 25 de julho.

## Prêmios
- Prêmio Esso de Fotografia de 2001, concedido ao jornalista Alberto César Araújo, pela reportagem "Horas de Tensão".[51]